# Каролина Монакская
Каролина, принцесса Монакская и Ганноверская (Каролина Луиза Маргарита Гримальди, фр. Caroline Louise Marguerite Grimaldi; р. 23 января 1957, Монако) — старшая дочь князя Монако Ренье III и голливудской кинозвезды Грейс Келли. С 1999 года — принцесса Ганноверская (по мужу). После кончины отца в 2005 году, пока у её брата князя Альбера II не было законных детей, являлась наследницей монакского престола.

## Биография
Принцесса Монакская Каролина родилась в Монако. В детстве она проводила много времени в доме своих бабушки и дедушки в Филадельфии. В третьем браке замужем за Эрнстом Августом V, принцем Ганновера. Свободно говорит на французском, английском и итальянском, изучала немецкий и испанский языки.
Принцесса предпочитает конный спорт и катание на лыжах. Принимала участие в ралли-рейде «Париж-Дакар» 1985 года в качестве члена раллийного экипажа на спортивном грузовом автомобиле Astra, пилотом был её муж Стефано Казираги.
Обучалась танцам в «l’Ecole de Danse de Marika Besobrasova» в Монте-карло. Успешно играет на фортепиано и флейте.

## Личная жизнь
Принцесса Каролина в первый раз вышла замуж 28 июня (гражданская церемония) и 29 июня (религиозная церемония) 1978 года в Монако за Филиппа Жюно (19.04.1940), парижского банкира. Развелась 9 октября 1980 года. В 1992 году Римско-католическая церковь официально аннулировала этот брак.
Каролина до своего второго замужества некоторое время встречалась с Робертино Росселини, сыном Роберто Росселини и Ингрид Бергман.
Её вторым мужем стал Стефано Казираги (08.09.1960 — 03.10.1990), спортсмен и наследник состоятельного итальянского промышленника. Они поженились в Монако 29 декабря 1983 года. У них родилось трое детей:
- Андреа Казираги (08.06.1984)
- Шарлотта Казираги (03.08.1986)
- Пьер Казираги (05.09.1987)

Двое младших детей были названы в честь их прабабушки и прадедушки по отцовской линии — принцессы Шарлотты и принца Пьера Монакских. Старший, Андреа, был назван в честь друга детства его отца. Стефано Казираги погиб в аварии во время гонок на лодках.
Третьим нынешним мужем Каролины является принц Эрнст Август V Ганноверский (26.02.1954), династический глава Ганноверского дома, правнук последнего правящего герцога Брауншвейг-Люнебургского Эрнста Августа II, герцога Камберлендского, правнука короля Великобритании Георга III. Согласно британскому Акту о королевских браках 1772 года, на заключение этого брака было получено официальное разрешение королевы Елизаветы II и Тайного совета Великобритании.
Каролина и Эрнст Август поженились в Монако 23 января 1999 года. Он развелся со своей предыдущей женой Шанталь Хохули в сентябре 1997 года.
У Каролины и Эрнста Августа родилась дочь:
- Александра Ганноверская (20.07.1999, Фёклабрукк, Австрия)

## Награды
- Командор ордена Сельскохозяйственных заслуг (Франция, 3 июля 2014 года)
- Командор ордена искусств и литературы (Франция, 21 января 2016 года)